# 민예지 (배우)
민예지(2006년 5월 22일 ~ )는 대한민국의 아역 배우이다.

## 활동 작품

### 드라마
| 연도 | 방송사 | 제목        | 역할   | 비고 |
| ---- | ------ | ----------- | ------ | ---- |
| 2016 | KBS1   | 빛나라 은수 | 박나라 |      |

### 영화
- 2016년 《오빠생각》 - 영자 역
- 2017년 《악녀》 - 어린 김숙희 역
- 2019년 《언니》 - 하상만 딸 역